# Combinada nòrdica als Jocs Olímpics d'hivern de 1984
Als Jocs Olímpics d'Hivern de 1984 celebrats a la ciutat de Sarajevo (Iugoslàvia) es disputà una prova de combinada nòrdica en categoria masculina.
La competició se celebrà entre els dies 11 (prova de salt amb esquís) i 12 de febrer (prova de 15 quilòmetres d'esquí de fons) de 1984 a les instal·lacions esportives de Sarajevo. Hi participaren un total de 28 esquiadors d'11 comitès nacionals diferents.

## Resum de medalles
| Prova     | Or           | Argent            | Bronze         |
| Combinada | Tom Sandberg | Jouko Karjalainen | Jukka Ylipulli |

## Medaller
| Posició | País      | Or | Argent | Bronze | Total |
| 1       | Noruega   | 1  | 0      | 0      | 1     |
| 2       | Finlàndia | 0  | 1      | 1      | 2     |
|         |           |    |        |        |       |
| Total   | Total     | 1  | 1      | 1      | 3     |